# Guillaume-Maurice de Nassau-Siegen
Guillaume-Maurice, Prince de Nassau-Siegen (18 janvier 1649 à Terborg – 23 janvier 1691 à Siegen) est comte de Nassau-Siegen. En 1664, il est élevé au rang de prince de Nassau-Siegen.

## Biographie
Il est le fils du comte Henri II de Nassau-Siegen (1611-1652) et de sa première épouse, Marie-Madeleine de Limbourg-Styrum (1632-1707).
En 1664, Guillaume-Maurice est élevé au rang de Prince du Saint-Empire. En 1678, son oncle Jean-Maurice de Nassau-Siegen, sans enfants, adopte Guillaume-Maurice comme son fils, et fait de lui le co-dirigeant de Nassau-Siegen. Quand Jean-Maurice meurt en 1679, Guillaume-Maurice hérite de Nassau-Siegen.
Il a une résidence d'été à Hilchenbach. En 1683, il construit un nouveau château (Wilhelmsburg, c'est-à-dire "William Castle"), qui est en grande partie détruit par un incendie en 1689. Aujourd'hui, les archives de la ville sont logées dans ce château.
Il sert dans l'armée hollandaise, où il atteint le grade de général, et est membre du grand bailliage de Brandebourg, à l'instar de son père adoptif, Jean-Maurice.
Le 6 février 1678 à Schaumbourg, il épouse Ernestine Charlotte (1662-1732), la fille d'Adolphe de Nassau-Schaumbourg. Son grand-père maternel est le célèbre maréchal Peter Melander. Le couple a deux fils:
- Frédéric-Guillaume Ier de Nassau-Siegen (1680-1722), marié:
  1. Élisabeth-Françoise de Hesse-Hombourg (6 janvier 1681 – 12 novembre 1707)
  2. Amélie-Louise de Courlande (23 juillet 1687 – 18 janvier 1750)
- Charles Louis Henri (1682-1694)

Guillaume-Maurice est décédé le 23 janvier 1691. Sa veuve a pris la régence et de la tutelle de son fils mineur.